# L'Homme traqué (film, 1991)
Pour les articles homonymes, voir L'Homme traqué.
Pour plus de détails, voir Fiche technique et Distribution.
L'Homme traqué (ou L'Exilé ; en russe : Изгой, Izgoy) est un film germano-soviétique réalisé par Vladimir Saveliev.

## Synopsis
Printemps 1941. Simon Reznik, sa femme Bassia qu'il aime tendrement et leurs six enfants fuient devant les Allemands qui exterminent les juifs de Kolomyia où ils habitaient. Avec leur petit chariot bâché tiré par un cheval, ils arrivent dans un petit village ukrainien. Demian Prokopevitch, le responsable du soviet municipal, obéissant aux règlements du parti les conduit à une maison délabrée où ils vont pouvoir se réfugier.
Cela ne plaît pas du tout à leur voisine, la vieille Motri, car cette ruine appartenait à sa sœur qui est morte. Le voisinage irascible, les travaux de remise en état ne découragent pas Simon qui doué d'une énergie et d'une force herculéenne se met tout de suite au travail pour restaurer la katha (habitation rurale ukrainienne). Ceci suscite la sympathie puis l'intérêt des villageois et bien que le premier métier de "Shimon" soit d'abattre le bétail, on l'intègre à l'équipe du camarade Grib comme charpentier. Petit à petit, la famille, huit personnes, cohabite harmonieusement avec les habitants du village.
Mais les Allemands envahissent la région et le père repéré comme juif, doit, pour échapper au camp de concentration et retrouver son épouse, subir une effroyable épreuve... 

## Fiche technique
- Titre français : L'Homme traqué[1]
- Titre original : Изгой (Izgoy)
- Réalisation : Vladimir Saveliev
- Scénario : Vladimir Saveliev d'après la nouvelle d'Anatoli Dimarov Simon Reznik, elle-même inspirée d'une histoire authentique
- Dialogues : Victor Kopiletz
- Décors : Sergueï Brjestovski
- Costumes : Mikhaïl Gleizer
- Maquillage : Galina Tichlek
- Photographie : Iouri Garmach
- Son : Bogdan Mikhnevitch
- Montage : Hanna Briountchouguina, Olessia Morgounets, Ksenia Tarassiuk
- Musique : Evgueni Stankovitch
- Production : Artur Brauner, Vladimir Saveliev
- Producteur exécutif : Mark Lakouchov
- Sociétés de production : L'atelier de duplication de Kiev et la coopérative Parsuna de Kiev, FEST Zemlia, CCC Filmkunst (Allemagne), Svea Son Konsult (Suède)
- Langue originale : russe
- Format : couleur
- Genre : drame
- Durée : 92 minutes
- Date de sortie :  Russie : 1993

## Distribution
- Iossi Pollak : Simon (Shimon dans les sous-titres)
- Margarita Vichniakova : Bassia, femme de Simon
- Borislav Brondoukov : : Grab, charpentier alcoolique
- Valentinas Massalskis : Von Kruger
- Vladimir Olekseïenko : vieux voisin
- Nicolas Sektimenko : Denissov, capitaine d'Armée rouge
- Stephania Staniouta : Ganka, voisine de Simon
- Nikolaï Sliozka : Demian Prokopievitch
- Iaroslav Gavriliouk : Stechko, kolkhoznik
- Arunas Sabonaitis : Hans, officier allemand
- Valeri Stroukov : Barer, officier allemand
- Alexandre Milioutine : Vol, charpentier
- Dmitri Nalivaïtchouk : Grichko, charpentier
- Viktor Stepanenko : Petro, kolkhoznik
- Oksana Nemtchouk : la fiancée
- ladimir Tsyvinski : le fiancé
- Léonid Khmel : fils de Simon
- Rostislav Ivri : fils de Simon
- Vitali Donskoï : fils de Simon

## Distinctions
- Prix Nika 1993 du meilleur montage sonore pour Bogdan Mikhnevitch
- Sélectionné pour le Festival international du film de Moscou en 2007

## Autour du film
- Borislav Brondoukov est un acteur ukrainien
- Iossi Pollak est un acteur israélien
- Margarita Vichniakova est une actrice russe